# Масови безредици
Масовите безредици или граждански вълнения и размирици са различни форми на размирици с участие на група от хора. Те са форма на краен протест, която често се появява като отговор на сериозни и значими социо-политически проблеми, като крайността на действието рефлектира на неудовлетворението, на което е израз, като може да граничи с бунт или дори революция. Те се разграничават от обичайните протести по това, че се провеждат без одобрението, предварително, на властите (са спонтанни), или са активизиране на крайни реакции при иначе легални протести. Това е реакция от несъгласието от дадена ситуация, като резултат от политики на властта, които предизвикват конфликт с тази власт, който отхвърля обичайните форми на диалог и улично действие от страна на гражданите, и по тази причина се смятат от органите на реда за „нарушение на обществения ред от множество хора“.
Проявява се в масово нарушение на системата от отношения, определени в правните норми и правила на обществото, чието спазване осигурява неприкосновеността на гражданите, охраната на имуществените и лични права, нормалната дейност на държавните органи и обществени организации, предприятия, учреждения, длъжностни лица и охраната на собствеността .

## Психология и видове
Обикновено хората са обхванати от нервна възбуда, резултат на отрицателна реакция на постъпка или действие на обществен субект. Участниците изразяват остро чувство на недоволство, поради несправедливост или нередност, към която имат отношение, както и несъгласие е някаква постъпка или действие. Възможни са случаи, когато възползувайки се от конкретни обстоятелства – затруднения на правоохранителни органи, аварии, катастрофи (дори аварийно спиране на електрозахранването, както в Ню Йорк през 1970-те години) големи групи от хора, наред с нарушенията на обществения ред, да извършват престъпления. Поведението на хората се обяснява с отслабване на нравствено-психологическите задръжки, за което способствуват присъствието на много хора обладани от едни и същи чувства и настроения. Също така отсъствие на познати хора, от нормалния кръг на взаимоотношения. Тези фактори ограничават съзнанието и чувството за лична отговорност и засилва тенденцията към импулсивно поведение. В случаите, когато проявите на недоволство от страна на гражданите представлява принуда срещу орган на властта, безредицата се определя като метеж, тоест задружна престъпна дейност на повече лица, които действуват като тълпа.
Безредиците могат да имат организиран характер (организирани или провокирани от отделни лица или организации) или да възникнат стихийно внезапно. Тъй като организирането или провокирането на безредици изисква подготовка, оттук и възможността на правоохранителните органи да разкрият и предотвратят безредиците. Внезапно (стихийно) възникналите безредици, нямат предварителни признаци за настъпване, проявяват се с голяма сила за кратко време и трудно могат да бъдат предотвратени и спрени. За възникването на този вид безредици има предпоставки, които могат да се предвидят, ликвидират или да се ограничи влиянието им. Когато на едно място са събрани много хора може да се формира тълпа. В този случай отделните членове губят своето чувство за отговорност, своята индивидуалност, нямат респект от официалната власт и се сливат с масата. Подобни ситуации се подчиняват на правилата на тълпата, действа психологията на тълпата и анонимността.
Безредиците може да се класифицират според поведението на тълпата (участниците в безредиците). Поведението на тълпата се определя от нейната численост, степен на възбуда, ръководи ли се или не, кой я ръководи и подстрекава.
Тълпата се класифицира като агресивна, търсеща и бягаща. Агресивната тълпа напада или защитава някакъв обект (човек, сграда и т.н.), който е причина или вероятна причина за явление от което е недоволна. Търсещата тълпа има за цел да придобие нещо конкретно – оръжие, храна, човек (група хора), документи и др. Бягащата тълпа е мотивирана от паниката. Хората искат да се предпазят с бягство от някаква заплашваща ги опасност – наводнение, пожар, бойни действия и др. Хората са обхванати от ужас и липса на разумна преценка. При безредици на различни етапи от тяхното развитие, една и съща тълпа може да се държи ту агресивно, ту като търсеща, ту като бягаща.
Според нейната подвижност тълпата може да се класифицира като подвижна или неподвижна. Според степента на организираност тълпата се дели на предварително подготвена, възникнала стихийно и впоследствие насочвана към определени действия и стихийно възникнала. Посочената класификация има значение за избора на тактика за предотвратяване на безредиците и за възстановяване на обществения ред при възникването на безредици.